# Vanessa Stockard
Vanessa Stockard (Sydney, 31 oktober 1975) is een Australische kunstschilder. Haar werk valt onder een mix van het surrealisme en het impressionisme. Ze is voornamelijk bekend geworden door haar schilderijen met de figuren Kevin en Satan, twee katten. Met meer dan tweehonderd duizend volgers op Instagram en verschillende exposities op haar naam is ze een groot modern kunstenaar.

## Biografie
Stockard werd geboren in het Australische Sydney in 1975. Haar jeugd bracht ze echter door in een klein dorpje aan de kust van New South Wales. Ze woonde in de buurt van de restanten van een regenwoud waardoor ze met allerlei dieren en planten is opgegroeid. Zoals te zien in een aantal zeer natuur- en kleurrijke schilderijen, is haar omgeving van invloed geweest op haar werken. Ze houdt niet zo van groepen mensen en is daarom liever in een rustige, natuurlijke omgeving.
Toen ze twaalf jaar oud was, keerde ze terug naar Sydney en volgde ze onderwijs aan Abbotsleigh, een privéschool -kostschool- voor meisjes. In 1994 studeerde ze kunstgeschiedenis aan de Universiteit van Sydney waarna ze haar bachelor diploma voor Fijne Kunst behaalde aan de Universiteit van New South Wales in 1998. Vervolgens heeft ze nog verschillende opleidingen en/of cursussen gevolgd waaronder object conservatie en framing, stilleven en landschap schilderen en anatomisch tekenen.
Stockard is opgegroeid binnen een kunstzinnige familie. Haar oma, Jess Solling, was amateurschilder die ‘‘altijd wel iets op haar ezel had staan’’, aldus Stockard. Samen schilderden en knutselden ze vaak en Stockard zag haar dan ook als haar grote motivatie en inspiratiebron. Haar moeder, Stephanie Stockard, heeft gestudeerd aan de Julian Ashton Art School en de National Art School te Sydney. Ze heeft haar liefde voor schilderen dus zeker niet van een vreemde. Het huishouden waarin ze is opgegroeid was altijd vol van waardering voor kunst, literatuur en muziek, het was dan ook iets dat de familie verbond. Stockard las als kind al veel boeken over kunst, volgde pianoles en ging regelmatig naar exposities in de stad. ‘‘I just wanted to be creative’’, vertelde ze in een interview aan Metal Magazine. Bovendien hield iedereen in het huishouden van het impressionisme, wat haar heeft beïnvloed in deze stijl te schilderen.
Ze is getrouwd met fotograaf en videograaf William Wolfenden met wie ze een dochter heeft gekregen genaamd Isobel. Ook zij tekent, net zoals haar moeder deed als kind, dol graag. Hun dochter komt ook regelmatig in Stockards schilderijen voor.

## Carrière
Het begin van haar carrière begon ze als landschapschilder, waar ze wat portret schilderen naast deed. Ze werkte destijds sporadisch, wanneer ze tijd had, wanneer het kon, omdat ze immers ook haar leven moest financieren. Dit ging toen nog niet met kunst, waardoor ze allerlei alledaagse baantjes had. Na in een aantal bars gewerkt te hebben en verschillende jobs te hebben gehad waarbij ze dingen deed inlijsten, werd het haar in 2012 te veel. Ze kreeg te kampen met een angststoornis en had last van agorafobie. Hierdoor kon ze helemaal niet meer werken en werd schilderen een uitweg. Haar man is een grote steun voor haar geweest en heeft haar aangeraden om tijd voor zichzelf te nemen waardoor ze zich kon concentreren op het schilderen. Stockard heeft toen therapie gevolgd en zich teruggetrokken om haar kunst en vaardigheden te ontwikkelen en om te experimenteren. Na een aantal maanden kon ze haar brood verdienen vanuit haar schuur met haar werken.

## Kevin en Satan
Stockard is vooral bekend geworden met haar karakters Kevin en Satan. Zelf is ze opgegroeid met een aantal katten waaronder een zwarte Manx genaamd Cleo. Ondanks dat deze niet zo van het menselijk contact was, is deze haar altijd bijgebleven. Satan is geïnspireerd op een zwarte sjofele Pers. De naam spreekt voor zich, want in de schilderijen ziet Satan er nogal duivels uit, met grote glimmende groengele ogen en lange scherpe nagels. Bovendien krabt de kat alles kapot en heeft deze dus zeker geen aaibaar karakter.
Dat in tegenstelling tot de kleine Kevin, een kitten met grote verwonderende oogjes. Stockard benoemde dat ze hem vaak in ‘What the hell am I doing here?’ situaties neerzet. Op een dag zag ze in haar studio een zwarte sok van haar man liggen en verwarde ze deze met een kat. Zo is Kevin de kitten geboren. Stockard beeld Kevin (en Satan) voornamelijk uit in allerlei grappige, soms volledig surrealistische situaties.
Eind 2021 zijn er nog een aantal karakters bijgekomen, namelijk twee mopshonden genaamd Pee en Pot. Daarnaast schildert ze ook graag een egel genaamd Christopher en zo zijn er nog tal van kleine karakters.

## Derek Milkwood
Derek Milkwood is een menselijk karakter van Stockard gebaseerd op een echt persoon die ze tijdens haar leven als jongvolwassene tegenkwam. Het ging om een naakte man die zich in de bosjes verstopte, maar wel af en toe zwaaide naar Stockard. Hij symboliseert voor haar iemand die zich op de grens van, en misschien al wel buiten, de samenleving bevindt. Het normale leven leek hem niet passen. Stockard dacht vaak over hem na, ging hem in haar hoofd Derek noemen en beeldde zich in wat hij zoal deed en meemaakte. Ze kan hem middels haar schilderijen uitleggen aan de wereld en empathie opwekken voor dergelijke personen. Het is haar manier om te laten zien dat zulke mensen niet raar zijn, maar door wat voor reden dan ook op die rand van de samenleving zijn beland. Het is ook een manier om haar eigen gevoelens te rechtvaardigen, te accepteren en er empathie voor op te roepen. Zelf voelt ze zich namelijk ook op de rand van de samenleving, wat te maken heeft met bepaalde ervaringen uit haar jeugd. Wanneer ze Derek schildert, weet ze vaak niet van tevoren waar het naartoe gaat en is het pas duidelijk als het is afgerond. De schilderijen kunnen uiteindelijk confronterend zijn, maar ze voelt zich hier comfortabel in, omdat ze hoe dan ook eigen zijn aan zichzelf.

## Beknopte galerij impressie
Stockard schildert het liefst op aluminium paneel, op dibond platen, omdat het paneel de verf niet zodanig opzuigt als canvas of hout. Haar favoriete medium betreft olieverf met daarop volgend acrylverf. Haar techniek heeft ze omschreven als een combinatie van getekende lijnen en penseelstreken. Ze ziet dit als een uiting van de confrontatie tussen controle behouden en loslaten. Zolang ze een paar markeringen op het paneel maakt, komt er vanzelf een werk uit. Ze vindt het leuk als werken duisternis en schoonheid bevatten en ze is ook niet gek van een beetje humor.
De meeste kunstwerken van Stockard bevatten Kevin de kitten. Dit kunnen zowel eigentijdse, persoonlijke werken zijn waar hij in zit; werken die volledig losstaan van iets anders, maar ook schilderen met een bekend beeld welke Stockard in eigen stijl naschildert en waar zij vervolgens Kevin bijplakt. Voor deze laatste gebruikt ze de term ‘K Bombs’, afkomstig van ‘photobomb’, waarin een figuur in een beeld wordt geplaatst waar deze niet hoort, vaak als grap. Kevin is zo klein, dat ze hem als excuus kon gebruiken om onder andere de grote meesters na te schilderen. Daarnaast wil ze dat deze meesters geherwaardeerd worden door de jeugd en hoopt zij ze juist op deze manier nieuw leven in te blazen. Stockard geeft aan zelf immers veel geleerd te hebben van hen door hun werken te bestuderen.
Daarnaast schildert ze allerlei surrealistisch ogende werken, landschappen, stillevens en portretten in voornamelijk impressionistische stijl. Ze schildert vanuit haar hoofd, welke vol zit met beelden van de wereld, kleine schoonheden, rariteiten, onrechtvaardigheden. Haar onderbewustzijn speelt een grote rol in haar werken. Stockard noemt zichzelf hierdoor ook wel een existentiële Frankenstein, doordat ze dieren, mensen, landschappen, kunst, literatuur en zichzelf in delen probeert samen te brengen in haar werk. Ook haar dochter is hierin een inspiratiebron, omdat ze ontzettend levendig en vreugdig is. Sinds het moederschap worstelt Stockard hierdoor met momenten willen vastleggen versus momenten willen beleven.

## Kunstwedstrijden en prijzen
Stockard heeft deelgenomen aan verscheidene kunstwedstrijden en is daarin ver gekomen. Bij de meeste van deze wedstrijden viel prijzengeld te winnen. Ze houdt ervan om mee te doen aan wedstrijden, omdat die het beste uit een kunstenaar halen en deze ervoor zorgen dat je je als kunstenaar blijft vernieuwen. Een afwijzing riskeren is het volgens haar waard, het werk kan immers ook zeer gewaardeerd worden wat haar vervolgens een boost geeft.
Hieronder enkele wedstrijden waaraan ze heeft meegedaan.
In 2010 heeft ze de Stanthorpe Art Prize gewonnen, uitgereikt door de in Stanthorpe regionale kunstgalerij. Daarnaast heeft ze onder andere een bijzondere vermelding gekregen tijdens de 43e Muswellbrook Art Prize in 2015. De MuswellBrook Art Prize is een kunstwedstrijd georganiseerd door het in Muswellbrook regionale Arts Centre.
Haar grootste prestaties heeft ze behaald op de Archibald kunstwedstrijd. Dit betreft de meest prestigieuze portretkunst wedstrijd in Australië die al sinds 1922 bestaat. Iedere kunstenaar heeft de mogelijkheid één werk in te sturen waarna er uit honderden inzendingen slechts ongeveer 5-6% wordt geselecteerd voor de finale. In zowel 2017, 2018 en 2019 behaalde Stockard deze finale. In 2017 en 2018 waren haar inzendingen zelfportretten, in 2019 ging het om een portret van kunstenaar McLean Edwards. In 2019 behaalde ze ook de finale van de Moran Portrait Prize, een Australische portretcompetitie.

## Exposities
Hieronder een lijst van haar individuele en groepstentoonstellingen.

### Individueel
- 2022 Bedtime Stories, AKBellinger Gallery, Inverell
- 2021 Kaleidoscope, AKBellinger Gallery, Inverell
- 2020 The Baroque, TwentyTwentySix, Bondi Sydney
- 2020 Vanessa Stockard, Scott Livesey Galleries, Melbourne
- 2020 All Things Great and Smol, AKBellinger Gallery, Inverell
- 2020 Young Curators, 3:33 Art Projects, Sydney
- 2018-2019 Vanessa Stockard, 3:33 Art Projects, Clayton Utz, Sydney
- 2019 Van Rensburg Galleries, New York
- 2019 Chalk Horse Gallery, Sydney
- 2019 Scott Livesey Galleries, Melbourne
- 2018 Vanessa Stockard, 3:33 Art Projects, Clayton Utz, Sydney
- 2018 Vanessa Stockard, Feature Artist, Arts in the Valley, Kangaroo Valley
- 2017 Cold comforts, curated by Amber Cresswell Bell, Sheffer Gallery
- 2016 Vanessa Stockard, A.K. Bellinger Gallery, Inverell
- 2015 Halcyon, Sydney
- 2015 La Vie en Rose, Art2Muse, Sydney
- 2014 Textura, Art2Muse, Sydney
- 2013 Inside, Outside, Charles Hewitt, Sydney
- 2013 The Garden, Maunsell Wickes, Sydney
- 2012 Untethered, Maunsell Wickes, Sydney
- 2012 Tenebrism, Charles Hewitt Gallery, Sydney
- 2011 Vanessa Stockard, Artist’s Deli, Bowral
- 2010 Quiesce, Charles Hewitt Gallery, Sydney
- 2009 Siren’s Song, Charles Hewitt Gallery, Sydney
- 2009 Taree Regional Gallery, Taree
- 2007-2009 Murdoch Collections, Portland, USA
- 2007 Cork, Portland, USA
- 1999 Dendy Cinema Sydney

### Groep
- 2021 Bush Christmas, AKBellinger  Gallery, Inverell
- 2021 Finite Art Space, Brisbane,  Queensland
- 2021 A Place For Us, AKBellinger  Gallery, Inverell
- 2021 Make My Daisy, TwentyTwentySix,  Bondi Sydney
- 2020 Finalist, Arts in the Valley,  Kangaroo Valley
- 2020 Twin Cities, Minnesota, USA
- 2020 Take Away Adventures, AKBellinger  Gallery, Inverell
- 2019 Van Rensburg  Galleries, AAF, Hong Kong
- 2019 Moran Portrait Prize - Finalist
- 2019 The Archibald - Finalist
- 2018 The Archibald - Finalist
- 2018 Cat Show LA, Los Angeles
- 2018 Van Rensburg Galleries, Hong Kong
- 2018 Van Rensburg Galleries, New York
- 2017 The Archibald - Finalist
- 2017 Portia Geach - Finalist
- 2017 A.K.Bellinger Gallery
- 2016 Birds Gallery, Melbourne
- 2016 Walcha Gallery, Walcha
- 2016 Small Spaces, Sydney
- 2016 Equus, Olsen Irwin, Sydney
- 2015 Project 504, Sydney
- 2015 Stones, Berrima
- 2015 The Moree Gallery, Moree
- 2014 Space Matters, ION, Kings Street Wharf, Sydney
- 2014 Autumn show, Bradman Art Gallery Centre, Bowral
- 2014 Murdoch Collections, Portland, Oregon
- 2013 Goulburn Regional Gallery, Goulburn (award, highly commended)
- 2013 BCAG, Bradman Art gallery Centre, Bowral
- 2013 Sydney Children's Hospital, (permanent collection)
- 2013 Something Small, Charles Hewitt, Marrickville
- 2013 Is it a bird, Is it a plane, Charles Hewitt, Marrickville
- 2013 Wombat Hollow, Mausell Wickes and Michael Yabsley, Kangaloon
- 2012 A Painterly Selection, Artist’s Deli, Bowral
- 2012 Views and Visions, Charles Hewitt Gallery, Sydney
- 2011 Think Big, Charles Hewitt Gallery, Sydney
- 2011 Mythos Fine Art, California, USA
- 2011 Murdoch Collections, Portland, USA
- 2010 About Flowers, Charles Hewitt Gallery, Sydney
- 2010 Something Personal, Charles Hewitt Gallery, Sydney
- 2009 Don Capon, Sydney Eye Hospital, Sydney
- 2009 Blank_Space Art Gallery, Sydney
- 2009 Perlcontemporaryart, Vaucluse, NSW
- 2008 Taree Art Show, Taree, NSW
- 2007 Katayama, Portland, USA
- 2006-2007 Guestroom Gallery, Portland, USA
- 2005 The Art Lounge, Sydney
- 2005 The Brush Gallery, Wingham, NSW
- 2005 Kelmans Winery, Hunter Valley, NSW
- 2003 Walcom Manning Art Prize
- 2003 Moulton Art Gallery Mona Vale, NSW
- 2002 Applause Gallery, South Melbourne
- 1998-1999 Woollahra Art Show
- 1997-2004 Taree Art Exhibition
- 1997 Seal Rocks Show, Ivan Dougherty Gallery, NSW